# Condado del Castillo de Vera
El condado del Castillo de Vera es un  título nobiliario español, creado por el rey Carlos II el 21 de marzo de 1700, con la denominación de «Conde del Castillo», a favor de Félix Margens de Nin y Manca, barón de Senís y Nucheri, en Cerdeña.
El título de «Conde del Castillo» (denominación original), fue rehabilitado por el rey Alfonso XIII por real decreto del 15 de marzo de  1917, con la actual denominación de «Castillo de Vera», a favor de María de Sonsoles del Alcázar y Mitjans, que devino así en la quinta condesa.

## Condes del Castillo de Vera
|                                                  | Titular                                          | Periodo                                      |
| Creación por Carlos II                           | Creación por Carlos II                           | Creación por Carlos II                       |
| Condes del Castillo (primitiva denominación)     | Condes del Castillo (primitiva denominación)     | Condes del Castillo (primitiva denominación) |
| ------------------------------------------------ | ------------------------------------------------ | -------------------------------------------- |
| I                                                | Félix Margéns de Nin y Manca                     | 1700-¿?                                      |
| II                                               | Fernando Ignacio Nin Masones de Lima y Sotomayor | ¿?                                           |
| III                                              | Ignacio Jaime de Margens de Nin y Sotomayor      | ¿?-1798                                      |
| IV                                               | .                                                |                                              |
| Rehabilitación por Alfonso XIII                  |                                                  |                                              |
| Condes del Castillo de Vera (nueva denominación) |                                                  |                                              |
| V                                                | María de Sonsóles del Alcázar y Mitjans          | 1917-1943                                    |
| VI                                               | Felipe Silvela y del Alcázar                     | 1952-1995                                    |
| VII                                              | Gabriela Silvela y del Alcázar                   | 1997-1999                                    |
| VIII                                             | Manuel Felipe Silvela y Silvela                  | 2001-actual titular                          |

## Historia de los Condes del Castillo de Vera
- Félix Margéns de Nin y Manca, I conde del Castillo (primitiva denominación), barón de Senis y Nucheri.[3]

Casó con María Masones de Lima y Sotomayor. Le sucedió su hijo:
- Fernando Ignacio Nin Masones de Lima de Sotomayor, II conde de Castillo y VII conde de Crecente.[4]

Casó con Laura Zatrillas y Manca Cervellón, IV marquesa de Villaclara, hija de Ignacio Zatrillas Genovés, III marqués de Villaclara en Italia, y de María Caterina Manca. Sucedió su hijo:
- Ignacio Jaime de Margens de Nin y Sotomayor (Cagliari, 18 de mayo de 1772-1798), III conde del Castillo, VIII conde de Crecente,[5] VI duque de Sotomayor, grande de España y VI marqués de Tenorio.[6]

Casó con Lucía Luisa de Rojas y Miranda (m. 19 de julio de 1834), VI vizcondesa de Linares, X condesa de las Amayuelas, grande de España, X marquesa de Taracena, etc. Sin descendencia.
- IV

Rehabilitado en 1917, con la actual denominación, por:
- María de Sonsoles del Alcázar y Mitjans (Alamedilla, 10 de agosto de 1893-1943),[2] V condesa del Castillo de Vera (nueva denominación),[7] hija de Gabriel del Alcázar y Guzmán, XI conde de Crecente, y de Josefa Juana Mitjans y Manzanedo, hija de los marqueses de Manzanedo.

Casó, en Madrid, el 24 de noviembre de 1916, con Felipe Silvela y Aboín. Le sucedió, en 1952, su hijo:
- Felipe Silvela y del Alcázar (Madrid, 12 de junio de 1918[2]-Ávila, 29 de agosto de 1995), VI conde de Castillo de Vera y XIII conde de Crecente.[3]

Casó con María Josefa Álvarez de Estrada y Despujol. Sin descendencia, en 1997, sucedió su hermana:
- Gabriela Silvela y del Alcázar (Madrid, 20 de enero de 1923-1999), VII condesa del Castillo de Vera.[8]

Casó con Manuel Silvela y Jiménez Arenas marqués de Arenas. Le sucedió:
- Manuel Felipe Silvela y Silvela, VIII conde del Castillo de Vera[9] y XI conde de Crecente.[3]

Casó con Isabel Macho García-Villarreal.